# Je veux voir
Je veux voir és una pel·lícula franco-libanesa de Joana Hadjithomas i Khalil Joreige estrenada el 2008.

## Argument
Pel·lícula a cavall entre el documental i el guió improvisat, realitzada per dos dels grans talents cinematogràfics del Líban, tot i que establerts a París. Aquesta volta per les ruïnes de la guerra del Líban, té com a principal protagonista la mirada neta de Catherine Deneuve. Aquesta actriu fetitxe, junt amb un actor de la terra, Rabih Mroué, recorren amb cotxe els paisatges devastats i sense encant, grans cicatrius d'aquesta terra, ja que, com diu el títol, l'actriu francesa «vol veure». Film cru i curiós.